# SVT Barn
SVT Barn, tidigare Barnkanalen och SVT B (2008–2012 användes logotypen SVT B), är en av Sveriges Televisions tv-kanaler som sedan den 23 december 2002 sänder barnprogram. Till skillnad från konkurrenterna Nickelodeon, Nick jr., Nicktoons, Disney Channel, Disney XD, Disney Junior, Cartoon Network och Boomerang distribueras kanalen gratis i samtliga större distributörers basutbud. I februari 2007 hade dåvarande Barnkanalen något färre tittare än Disney Channel, tre år senare hade dåvarande SVT B cirka 3½ gånger fler tittare än Disney Channel. Den 25 november 2013 ansökte SVT om tillstånd att få sända kanalen i HDTV-format. Den 16 april 2014 gav regeringen SVT klartecken för Kunskapskanalen och SVT Barn/SVT24 att få sända i HDTV-format under 2015. Tisdagen 18 juni 2019 bytte SVT namn på Barnkanalen till SVT Barn. Namnbytet avslöjades under pågående sändning av Sommarlov 2019. Orsaken till namnbytet var att man ville markera att kanalen är en del av public service-utbudet.[källa behövs] 2023 (första halvåret) hade SVT Barn mer än 100 gånger så stor daglig räckvidd som Disney Channel.

## Sändning
Under SVT Barns första år sände kanalen mellan 06.30 och 18.00 på vardagar, med ett sommaruppehåll 23 maj-18 augusti. På helgerna visade kanalen sportsändningar. Den 6 december 2003 inleddes sändningar mellan 07.00 och 18.00 på helgerna. År 2004 började SVT Barn sändas året runt.
Sedan den 25 augusti 2008 har den varit en mer renodlad barnkanal i SVT. Bland annat flyttades Bolibompa från SVT1 till SVT Barn.
Sedan den 18 januari 2010 sänder SVT Barn kl. 05.30–20.00 varje dag.
Från 1 december 2014 började SVT Barn sända 05.30–21.00.
Den 5 januari 2015 utökade SVT Barn sina sändningstider ytterligare från 05.00–21.00. Därefter börjar SVT24 sina sändningar på samma kanalplats. Tidigare avlöstes SVT Barn sändningar av Kunskapskanalen.
Från 16 augusti 2018 återgick SVT Barn till att avsluta sina sändningar kl. 20.00, dock med bibehållen tidig start 05.00. Det innebär att SVT24 startar en timme tidigare än före detta datum.
24 december sänds inga barnprogram i SVT1, som det gjorde tidigare år, bortsett från bland annat julkalendern och Kalle Anka.

## Distribution
Kanalen distribueras tillsammans med Kunskapskanalen i samtliga operatörers basutbud. Från början fick inte kabelnäten omvandla kanalen till analoga signaler men detta ändrades efter ett par år.
Kanalen sänds idag fritt i det digitala marknätet och i samtliga stora kabelnät. Sändningarna via satellit från Viasat och Canal Digital kräver ett programkort men är i övrigt gratis. Från mitten av 2005 till 2020 distribuerades kanalen analogt i kabelnätens basutbud hos Com Hem och dåvarande UPC som idag är en del av Com Hem. De analoga sändningarna innebar en kraftigt ökad penetration, fullt jämförbar med den för TV3 och Kanal 5.

## Finansiering
SVT Barn är en del av Sveriges Televisions verksamhet och finansieras därför genom public service-avgiften, som betalas av alla med beskattningsbar förvärvsinkomst och tas ut via skattsedeln.

## Grafik

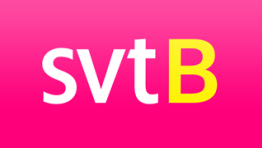
Logotyp 2008–2012.

Barnkanalens logotyp var ursprungligen ett gråblått moln med kanalens namn i. I januari 2006 fick Barnkanalen en ny logotyp och ny grafik som producerades av Kaktus film. Den nya logotypen bestod av ett lekande gult B och en blå låda med SVT:s logotyp på. Bytet av grafik skedde eftersom SVT ville att kanalen skulle vara mer tilltalande för de äldre barnen och att den tidigare grafiken präglades av ett "småbarnstilltal". 25 augusti 2008 gjordes en ny logotyp igen eftersom SVT också gjorde en ny uppfräschning av sina logotyper. Logotypen bestod av den vita och gula texten SVT B på rosa bakgrund.

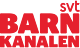
Logotyp 2012–2019.

Den 11 juni 2012, i samband med premiären på årets Sommarlov, lanserade SVT ny grafik för Barnkanalen. SVT B-loggan ersattes av en logga med Barnkanalen skrivet i vit text, med SVT:s logotyp upphöjt i högra hörnet. Grafikbytet skedde några månader efter att SVT:s andra kanaler genomfört grafiska förändringar.
Den 18 juni 2019 bytte Barnkanalen namn till SVT Barn. En ny logotyp infördes samtidigt med tydligare koppling till företaget SVT. I samband med detta ändrades även grafiken.

## Program
Sändningarna inleds under tidig morgon med program för de yngre barnen fram till 12.00 eller något senare. Därefter sänds program på finska, samiska eller andra minoritetsspråk. På eftermiddagen och kvällen sänds program för de äldre barnen och ungdomar. 
Ett av de mest långvariga programmen på kanalen är Meckar-Micke, som sändes första gången vid starten (23 december 2002) och fram till den 10 juni 2017.
| Titel på svenska    | Titel på original      | Premiär |
| ------------------- | ---------------------- | ------- |
| Grizzy och lämlarna | Grizzy et les lemmings | okänd   |
| Simon               | Simon                  | okänd   |
| Kikoriki            | Смешарики              | okänd   |
| Sofia den första    | Sofia the First        |         |
| Pyjamashjältarna    | PJ Masks               | okänd   |
| Bing                | Bing                   | okänd   |
| Modiga kaniner      | Brave Bunnies          | okänd   |
| Masha och Björnen   | Маша и медведь         |         |

### PBS Kids
| Titel på svenska                      | Titel på original               | Premiär |
| ------------------------------------- | ------------------------------- | ------- |
| Clifford den stora röda hunden        | Clifford the Big Red Dog (2000) | okänd   |
| Clifford den stora röda hunden (2019) | Clifford the Big Red Dog (2019) |         |